# Вилхелм Мориц фон Золмс-Браунфелс
Вилхелм Мориц фон Золмс-Браунфелс (на немски: Wilhelm Moritz zu Solms-Braunfels(-Greifenstein-Hungen); * 4 април 1651, Грайфенщайн, Хесен, † 9 февруари 1720, Браунфелс) от Золмс-Браунфелс, е от 1676 до 1720 г. граф в Грайфенщайн и Вьолферсхайм, Хунген и Браунфелс (1651 – 1720), от 1684 г. е господар на Крихинген, от 1699 г. в Графство Текленбург (1699 – 1706). Той е от 1707 г. пруски кралски таен съветник.

## Биография
Той е син на граф Вилхелм II фон Золмс-Браунфелс-Грайфенщайн (1609 – 1676) и първата му съпруга графиня Йоханета Сибила фон Золмс-Хоензолмс (1623 – 1651), дъщеря на граф Филип Райнхард I фон Золмс-Хоензолмс (1593 – 1636) и съпругата му Елизабет Филипина фон Вид-Рункел. През 1652 г. баща му се жени втори път за графиня Ернестина София фон Хоенлое-Шилингсфюрст (1618 – 1701).
Вилхелм Мориц наследява през 1678 г. баща си в Грайфенщайн и половин Хунген. През 1693 г. той наследява братовчед си Хайнрих фон Золмс-Браунфелс в Браунфелс и в цял Хунген и се мести в дворец Браунфелс. През 1699 г. получава Графство Текленбург и през 1706 г. го продава на Прусия.
Вилхелм Мориц се жени на 23 януари 1679 г. в Бингенхайм за принцеса Магдалена София фон Хесен-Хомбург (* 24 април 1660; † 22 март 1720), дъщеря на ландграф Вилхелм Христоф фон Хесен-Хомбург и София Елеонора фон Хесен-Дармщат.
Умира на 9 февруари 1720 в Браунфелс и е погребан там.

## Деца
Вилхелм Мориц и Магдалена София имат тринадесет деца:
- Вилхелм Фридрих (1680)
- Карл Лудвиг (1681 – 1682)
- Вилхелм Хайнрих (1682 – 1700)
- Леополд Карл (1689 – 1690)

- Фридрих Вилхелм (1696 – 1761), от 1742 княз на Золмс-Браунфелс

∞ на 15 април 1719 за принцеса Магдалена Хенриета фон Насау-Вайлбург (1691 – 1725), дъщеря на Йохан Ернст фон Насау-Вайлбург
∞ на 9 март 1726 за графиня София Магдалена Бенигна фон Золмс-Лаубах (1701 – 1744), дъщеря на Карл Ото фон Золмс-Лаубах-Утфе и Текленбург
∞ на 30 декември 1745 за пфалцграфиня Каролина Катарина фон Биркенфелд (1699 – 1785), дъщеря на Йохан Карл фон Биркенфелд-Гелнхаузен
- София Сибила Вилхелмина (1684 – 1727)
- Мария Ернестина (1685)
- Елизабет Магдалена (1686)
- Албертина Амелия (1688 – 1689)
- Христина Шарлота (1690 – 1751), ∞ на 3 октомври 1722 за ландграф Казимир Вилхелм фон Хесен-Хомбург (1690 – 1726)
- дъщеря (* 1691)
- Магдалена Сибила (* 1698)
- Доротея София (1699 – 1733), ∞ на 3 декември 1730 за бургграф и граф Албрехт Кристоф фон Дона-Шлобитен-Лайстенау (1698 – 1752), полковник-лейтенант

## Галерия
- Алианцгерб (1714) на граф Вилхелм Мориц и принцеса Магдалена София, родена фон Хесен-Хомбург
- Замък Грайфенщайн
- Дворец Браунфелс
 (ок. 1845)